# Герберга Бургундска
Герберга Бургундска (на немски: Gerberga von Burgund; * 965 или 966; † 7 юли 1019) от бургундската кралска фамилия от династията Велфи, е чрез женитби графиня на Верл и херцогиня на Швабия.

## Произход
Герберга е дъщеря на бургундския крал Конрад III (Pacificus), от род Велфи, и неговата втора съпруга Матилда Френска, дъщеря на крал Лудвиг IV от Франция. Тя е сестра на крал Рудолф III (* 971; † 6 септември 1032). Племенница е на императрица Аделхайд Бургундска и крал Лотар от Франция и роднина на Ото I Велики. Така тя е роднина както с Каролингите, така и с Отоните.
Тя подарява манастира Йодинген.

## Фамилия
Първи брак: пр. 980 г. с граф Херман I от Верл († 985). Те имат децата:
- Херман II (980 – 1025), граф на Верл
- Бернхард (* ок. 983 – сл. 1027), граф на Верл и Хьовел
- Рудолф (Лудолф, ок. 982/86 – 1044), граф в Средна Фризия
- Ида/Хитда, абатиса на манастир Мешеде

Втори брак: през 988 г. с Херман II († 4 май 1003), херцог на Швабия, от рода на Конрадините. С него тя има други пет деца:
- Матилда (* 988; † 29 юли 1031/1032), ∞ I Конрад I, херцог на Каринтия († 12 или 15 декември 1011) (Салии), ∞ II Фридрих II, херцог на Горна Лотарингия († 1026) (Вигерихиди), ∞ III Езико граф на Баленщет, († 1059/1060), (родоначалник на фамилията Аскани)
- Гизела († 15 февруари 1043, ∞ I 1002 г. Бруно I, граф на Брауншвайг († 1012/1014), (основател на род Брунони), ∞ II 1014 г. Ернст I, херцог на Швабия († 1015) (Бабенберги), ∞ III Конрад II, императрор на Свещената Римска империя († 1039) (Салии)
- Берхтолд (* началото на 992; † началото на 993)
- (вероятно) Беатрикс († 23 февруари сл. 1025), ∞ Адалберо от Епенщайн, херцог на Каринтия († 28 ноември 1039), (Епенщайни)
- Херман III († 1 април 1012) 1003, херцог на Швабия